# Comuna Saranciukî, Berejanî
Saranciukî (în ucraineană Саранчуки) este o comună în raionul Berejanî, regiunea Ternopil, Ucraina, formată din satele Baznîkivka și Saranciukî (reședința).

## Demografie
Componența lingvistică a comunei Saranciukî
     Ucraineană (99,81%)
     Alte limbi (0,09%)
Conform recensământului din 2001, majoritatea populației comunei Saranciukî era vorbitoare de ucraineană (99,81%), existând în minoritate și vorbitori de alte limbi.